# 春待人/Camellia-カメリア-
「春待人／Camellia-カメリア-」（はるまちびと-）は、島谷ひとみの21枚目のシングル。2006年3月15日にavex traxから発売された。ビジュアルと楽曲を「春」というコンセプトでまとめた一枚。

## 解説
春待人
春を待ちわびる乙女心をしっとり歌い上げた和風ポップチューン。恋する人への想いを文語調の歌詞にのせ、全編にわたる琴の音色としなやかなシンセの響きが艶やかな和の色彩を感じさせる。ミュージックビデオは「着物を着て歌ってみたい！」という島谷の希望を取り入れて制作された。
Camellia-カメリア-
春に咲くカメリア（椿）をモチーフにとり、「出会い、別れ、繰り返しても あなたはとても美しい花」と、別離の先にある出会いと愛を信じる素晴らしさを、きらびやかなアップテンポのメロディで歌いかける。モーツァルトの『アイネ・クライネ・ナハトムジーク』と『トルコ行進曲』の一節が引用され、クラシックとポップスの融合という島谷のクロスオーバー路線を象徴する曲の一つである。ミュージックビデオは結婚式場で撮影された。
Sky High
オーケストラとエレクトロニックなビートを組み合わせ、愛する人の青い大空のような心への誓いを、壮大なスケール感で歌い上げた一曲。アルバム『Heart&Symphony』に収録されていた曲だが、CM 曲に使われたところ反響が大きかったため、改めてシングルカットされた。

## 収録曲
1. 春待人
作詞・作曲：BOUNCEBACK、編曲：中村康就
テレビ東京系『第3回全日本大学女子選抜駅伝』中継テーマソング
『music.jp』TV-CFソング
2. Camellia-カメリア-
作詞：BOUNCEBACK、作曲･編曲：中野雄太
日本テレビ系『落下女』3月テーマソング
3. Sky High
作詞・作曲・編曲：BOUNCEBACK
インテリジェンスCMソング
日本オリンピック協会公式トリノオリンピック応援歌
4. 春待人（instrumental）
5. Camellia-カメリア-（instrumental）